# Jewgeni Wladimirowitsch Morosow
Jewgeni Wladimirowitsch Morosow (russisch Евгений Владимирович Морозов; * 14. Februar 2001 in Moskau) ist ein russischer Fußballspieler.

## Karriere
Morosow begann seine Karriere bei Lokomotive Moskau. Im April 2021 spielte er erstmals für das Farmteam Lokomotive-Kasanka Moskau in der Perwenstwo PFL. Bis zum Ende der Saison 2020/21 kam er zu vier Drittligaeinsätzen. Nach weiteren 17 Einsätzen in der Hinrunde 2021/22 wechselte Morosow im Februar 2022 leihweise zum Zweitligisten Wolgar Astrachan. Im März 2022 gab er dort sein Debüt in der Perwenstwo FNL. Bis zum Ende der Leihe machte er zehn Zweitligaspiele.
Zur Saison 2022/23 wurde der Innenverteidiger an den Erstligisten FK Fakel Woronesch weiterverliehen. Im August 2022 gab er gegen Ural Jekaterinburg sein Debüt in der Premjer-Liga. Für Woronesch kam er in jener Saison zu 25 Einsätzen im Oberhaus. Zur Saison 2023/24 kehrte er wieder nach Moskau zurück, wo er künftig für die Profis spielte.